# Münchener Freiheit
Münchener Freiheit (cuyo respectivo nombre literalmente significa "Libertad muniquesa" en el idioma español y algunas es solamente conocida como Freiheit) es una banda alemana de synth pop que hasta 2005, había publicado 15 álbumes, seis de los cuales lograron discos de oro y vendieron más de 5 millones de copias en Europa. Originarios de la ciudad de Múnich en Alemania, su nombre se traduce como "Libertad de Múnich".
Son conocidos en el mundo de lengua inglesa por su canción "Keeping The Dream Alive". Esta canción se convirtió en un Top 15 en el Reino Unido cuando fue lanzada, haciendo de Münchener Freiheit una banda de un solo sencillo. En los Estados Unidos la canción no llegó a las listas de éxitos, pero el tema se hizo popular al formar parte de la banda sonora de la película "Say Anything...". La canción se hizo más conocida Estados Unidos gracias al concurso de canto American Idol en la cadena Fox y se ha usado en temporadas recientes como fondo para los montajes de vídeo de los participantes.

## Primeros años
La banda, la cual está compuesta por Stefan Zauner (voz, teclados), Aron Strobel (guitarra y voz), Rennie Hatzke (batería), Michael Kunzi (bajo y voz), y Alez Grünwald (teclado), se formó a principios de la década de los ochenta. Su álbum debut Umsteiger, publicado en 1982, era una forma burda de New Wave que muestra el lado agresivo de Zauner, contrastando con sus típicas composiciones. Fue seguido al año siguiente por Licht, que los llevó en una dirección más synth pop. La banda despegó en Alemania con el lanzamiento de su siguiente álbum Herzschlag einer Stadt en 1984, un disco de new wave muy comercial que colocó una canción en el Top 30, Oh Baby.

## Éxito
El primer álbum exitoso de la banda fue lanzado en 1986 con Von Anfang an (Desde el Comienzo). Siguiendo a este título, el álbum contenía una selección de nuevas canciones, una versión en vivo no publicada de "Zeig mir die Nacht" (de Umsteiger), dos remixes y las ocasionales canciones de sus álbumes previos. Su éxito se debió en gran parte a sus dos sencillos originales, Ohne Dich (schlaf' ich heut' nach nicht ein) y Tausendmal Du.

## Carrera internacional
Siguiendo al éxito de Von Anfang an y al de Traumziel, la banda persiguió el éxito internacional y comenzó a grabar canciones de sus álbumes en inglés. El resultado fue Romancing in the Dark, que contenía versiones en inglés de seis canciones de Traumziel más sus tres más grandes éxitos en alemán. La mayoría de las letras en inglés fueron escritas por la banda con ayuda de algunos autores, la banda confiaría después las letras en inglés a Tim Touchton y Curtis Briggs. El álbum fue lanzado en toda Europa, obteniendo éxito en Suecia, Noruega y los Países Bajos. En 1987 obtuvo el gallardón Berolina.
En 1988 Münchener Freiheit lanzó Fantansie en Alemania y su versión en inglés, Fantasy. A diferencia de Romancing in the Dark, Fantasy contenía todas las canciones de su versión alemana. El álbum fue ignorado en los Estados Unidos pero tuvo un éxito moderado en Europa. Freiheit no volvió a publicar álbum en inglés en los Estados Unidos. Sin embargo, en su tierra natal, Fantasie fue todo un éxito, pasando 8 semanas en el Top 10 y colocando dos sencillos en el Top 15: "So lang' man Träume noch leben kann" y "Bis wir uns wiederseh'n".
Su siguiente álbum, Purpurmond, fue el último álbum en ser regrabado en inglés bajo el título Love is No Science. Nueve de sus once canciones fueron regrabadas en inglés, junto con una segunda regrabación de "Tausendmal Du", esta vez titulada "All I Can Do".

## De 1991 a la actualidad
Aunque 1991 fue un año tranquilo para la banda, Zauner y Strobel seguían activos, lanzando el álbum Living in the Sun bajo el nombre de Deuces Wild. El álbum fue grabado en inglés con la mayoría de las letras escritas por Tim Touchton, quien había trabajado con la banda desde Fantasy.
A pesar de la moderada recepción de Purpurmond, la banda regresó al Top 10 en 1992 con Liebe auf den ersten Blick, logrando un Top 15 con la canción homónima. La banda también representó a su país en el Festival de la Canción de Eurovisión 1993, terminando en 18º lugar con su canción, "Viel zu weit". Se lanzó un sencillo con la canción interpretada en cuatro idiomas, aunque sólo tuvo un comportamiento moderado en las listas alemanas. La banda regresó un año después con el álbum Energie (1994), que los llevó de nuevo al Top 30, aunque sus siguientes dos álbumes, Entführ' mich (1996) y "Schatten (1998, con diseños de Klaus Voorman), no lograron entrar.
Dejando a Sony Music por EastWest, la banda se movió hacia el pop convencional en su siguiente álbum, Freiheit die ich meine (2000). El álbum entró al Top 50 alemán. La banda cambió de disquera de nuevo hacia Koch International, lanzando dos álbumes Wachgeküsst (2002) y Geile Zeit (2004). Aunque estos álbumes usaban una fórmula comercial similar a Freiheit die ich meine, ambos álbumes se quedaron en las últimas posiciones del Top 100 alemán.
Münchener Freiheit continúa grabando y de gira, celebrando su 25º aniversario con la retrospectiva doble Alle Jahre, Alle Hits (2005) y un nuevo sencillo "Du bist das leben".

## Discografía

### Álbumes de estudio en alemán
- Umsteiger ("Cambiador", 1982)
- Licht ("Luz", 1983)
- Herzschlag einer Stadt ("Latido de un pueblo", 1984)
- Traumziel ("Destino Sueño", 1986)
- Fantasie ("Fantasía", 1988)
- Purpurmond ("Luna Magenta", 1989)
- Liebe auf den ersten Blick ("Amor a primera vista", 1992)
- Energie ("Energía", 1994)
- Entführ' mich ("Secuéstrame", 1996)
- Schatten ("Sombras", 1998, con arte de Klaus Voorman)
- Freiheit die ich meine ("Quiero decir libertad", 2000)
- Wachgeküsst ("Despertado por un beso", 2002)
- Geile Zeit ("Buenos tiempos", 2004)
- XVII (2006)

### Álbumes en vivo en alemán
- Freiheit Live ("Libertad en vivo", 1990)
- Alle Jahre-Alle Hits ("Todos los años, todos los éxitos"), DVD de un concierto en vivo que tuvo lugar el 24 de febrero de 2005)

### Compilaciones en alemán
- Von Anfang an (1986)
- Ihr großten hits ("Los mayores éxitos", 1992)
- Schenk mir eine Nacht (1994)
- Definitive Collection ("Colección definitiva", 1997/1998)
- Simply the Best (1999, el cual fue relanzado como Tausendmal Du en 2001)
- Alle Jahre, Alle Hits ("Todos los años, todos los éxitos", 2005)

### Álbumes de estudio en inglés
- Romancing in the Dark ("Coqueteando en la oscuridad", 1987)
- Fantasy ("Fantasía", 1988)
- Love is No Science ("El amor no es ciencia", 1990)

### Sencillos en inglés
- Every Time ("Cada vez")
- Play It Cool ("Ejecútalo suavemente")
- Baby It's You ("Bebé, eres tú")
- Keeping The Dream Alive ("Manteniendo el sueño vivo")
- Kissed You in the Rain ("Te besé en la lluvia")
- Diana, el cual está disponible en 7 pulgadas
- All I Can Do ("Todo lo que puedo hacer")

| Predecesor: Wind con "Träume sind für alle da" | Alemania en el Festival de Eurovisión 1993 | Sucesor: Mekado con "Wir geben ne Party" |

- Datos: Q302119
- Multimedia: Münchener Freiheit / Q302119